# Hedeoma floribunda
Hedeoma floribunda là một loài thực vật có hoa trong họ Hoa môi. Loài này được Standl. mô tả khoa học đầu tiên năm 1939.